# Hans Ackermann (Dichter)
Hans Ackermann, auch Johannes Ackermann (geb. vor 1538; gest. nach 1545) war ein deutscher Dichter, der in der ersten Hälfte des 16. Jahrhunderts schrieb.

## Leben und Wirken
Ackermanns Lebensweg ist nicht umfassend dokumentiert. Frühere Autoren schrieben, dass er als Schulmeister in Zwickau arbeitete. K. Hahn vermutete später, dass Ackermann ein in der Stadt tätiger Goldschmied war, der bescheiden lebte und mit Sankt Roth zur Schule ging. Ab dem Jahr 1538 arbeitete er als Probierer und Silberarbeiter in Marienberg im Erzgebirge.
Im Jahr 1536 veröffentlichte Ackermann in Zwickau das aus drei Akten bestehende lutherische Schulstück Der verlorene Sohn. Er lehnte sich dabei vermutlich an „Acolastus“ von Wilhelm Gnapheus an und schrieb einfach und treuherzig. 1540 erschien die dritte, deutlich veränderte Edition von „Der ungeratene Sohn“. Dabei ließ er sich zweifelsohne vom „Ungeraten sun“ von Hans Sachs beeinflussen, schrieb lehrhaft und stellte die Gnadenlehre Martin Luthers in den Mittelpunkt des Werkes.
Ackermann beeinflusste mit seinem Drama „Der ungeratene Sohn“ die Dichter H. Scharpfenecker, N. Risleben, Ludwig Hollonius, J. Nendorf und indirekt N. Locke und englische Komödianten. Im Jahr 1539 veröffentlichte er in Zwickau das „Spiel von Tobias“, das er weder in Akte noch Szenen gliederte. Er widmete das Stück Paul Rebhun und behauptete darin, dass das Vertrauen auf Gott am Ende belohnt werde.
Auf das Jahr 1545 datiert ist das von Ackermann in Zwickau herausgegebene „Spiel vom barmherzigen Samariter“. Er gestaltete den Text nie in Form eines Dramas, schrieb jedoch polemisch gegen den Katholizismus und interpretierte Texte im Sinne der lutherischen Gnadenslehre. Er verfasste Dramen und ein Spruchgedicht über die Martinsgans. Dabei arbeitete er ohne Ausschmückungen, mitunter trocken einfach und beschrieb gemütvoll den Werdegang eines einfachen Kleinbürgers, der unbeirrbar am lutherischen Glauben festhielt.

## Werke (Auswahl)
- Ein Schönes Geistliches vnd fast nutzliches Spiel, vom verlornen Son, Luce am 15., gehalten in der Churfürstlichen Stadt Zwickaw im Jahr 1536. Gedruckt in der Churfürstlichen Stadt Zwickaw durch Wolffgang Meyerpeck.
  - bearbeitete und gekürzte Version: Eine Iberaus schöne Comedia vom Verlornen Sohn etc. So verbessert vnd gemehrer ist zuvor nie im Druck außgangen, jetzt aber in den Druck verfertigt Durch Andream Scharffenecker, Captlan zu Winspach. Gedruckt zu Erffordt by Jacob Singe Im Jahr M.DC.XII. (Digitalisat)
- Spiel von Tobias. Zwickau 1539.
- Der Vngeratne Sohn, Luce am XV., Spielweise gereimt vnd zum theil geändert durch Hansen Ackerman. Im 1540. Gedruckt inn der Churfürstlichen Statd Zwickaw durch Wolff Meyerpeck.
- Spiel vom barmherzigen Samariter. Zwickau 1545.